# Lakshmi Sahgal
Lakshmi Sahgal (nacida Lakshmi Swaminathan) (o Sehgal; hindi: लक्ष्मी सहगल, Lakṣmī Sahagal (24 de octubre de 1914 - 23 de julio de 2012) conocida también como Capitán Lakshmi fue una revolucionaria del movimiento de independencia de la India y oficial del Ejército Nacional Indio. Se desempeñó como ministra de Asuntos de la Mujer en el gobierno de Azad Hind. 
Durante la Segunda Guerra Mundial combatió en el regimiento Rani Jhansi (por el revolucionario Rani Lakshmibai), compuesto únicamente por mujeres y que tenía por objetivo el derrocamiento del Raj británico).
El 19 de julio de 2012 tuvo un paro cardiorrespiratorio, y el 23 de julio a las 11:20 y con 97 años, fallece en Kanpur. Su cuerpo fue donado a la Facultad de Medicina de Kanpur para estudios médicos.